# Kremperheide
Kremperheide település Németországban, Schleswig-Holstein tartományban. Lakosainak száma 2293 fő (2023. december 31.). Kremperheide Heiligenstedtenerkamp és Itzehoe községekkel határos.

## Népesség
A település népességének változása:
| Lakosok száma | 2150 | 2338 | 2348 | 2331 | 2298 | 2293 |
|               | 1975 | 2017 | 2019 | 2021 | 2022 | 2023 |